# مورفیلد (نبراسکا)
مورفیلد(به انگلیسی: Moorefield) شهری در ایالت نبراسکا کشور ایالات متحده آمریکا است که جمعیت آن در سرشماری سال ۲۰۱۰ میلادی، ۳۲ نفر بوده‌است.